# ادی‌هازاشرادوتس
اِدْیْ‌هازاشرادوتس (به مجاری: Egyházasrádóc) یک شهرداری در مجارستان است که در واش واقع شده‌است. اگیهازاشرادوتس ۲۴٫۷۹ کیلومتر مربع مساحت و ۱٬۳۵۵ نفر جمعیت دارد.